# 西祖谷山村北浦山
西祖谷山村北浦山（にしいややまむらきたうらやま）は、徳島県三好市の町名。郵便番号は778-0000。

## 地理
三好市の西部に位置。北は西祖谷山村後山、西は西祖谷山村西岡向・西祖谷山村後山向、東は西祖谷山村上吾橋、南は西祖谷山村榎とそれぞれ接する。地域内に住居はなく、隣の上吾橋にある吾橋・雲海展望台へ続く車道が通るのみで、あとは山林である。

## 歴史
- 2006年（平成18年）3月1日 - 三好郡西祖谷山村が三野町・池田町・山城町・井川町・東祖谷山村と合併して三好市が発足し、現在の町名となる。

## 交通

### 鉄道
- 最寄駅はJR土讃線の大歩危駅。